# Nikolaj Schaller
Nikolaj Schaller (22 settembre 2000) è un tuffatore austriaco, specializzato nel trampolino.

## Palmarès
| Anno | Manifestazione   | Sede     | Evento          | Risultato | Prestazione | Note |
| ---- | ---------------- | -------- | --------------- | --------- | ----------- | ---- |
| 2018 | Europei di nuoto | Glasgow  | Trampolino 1m   | 27º P     | 222,30      |      |
| 2018 | Europei di nuoto | Glasgow  | Trampolino 3m   | 25º P     | 266,05      |      |
| 2018 | Europei di nuoto | Glasgow  | Sincro 3m misti | 6º        | 272.40      |      |
| 2019 | Europei di tuffi | Kiev     | Trampolino 1m   | 24º       | 276,50 p.   |      |
| 2019 | Europei di tuffi | Kiev     | Trampolino 3m   | 20º       | 322,80 p.   |      |
| 2021 | Coppa del mondo  | Tokyo    | Trampolino 3m   | 32º P     | 335,40 p.   |      |
| 2021 | Coppa del mondo  | Tokyo    | Sincro 3m       | 12º       | 327,66      |      |
| 2021 | Europei di nuoto | Budapest | Trampolino 1m   | 19º P     | 295,80 p.   |      |
| 2021 | Europei di nuoto | Budapest | Trampolino 3m   | 19º P     | 355,95 p.   |      |
| 2021 | Europei di nuoto | Budapest | Sincro 3m       | 7º        | 352,44 p.   |      |

## Risultati giovanili
- Europei giovanili

Bergen 2017: bronzo nel sincro 3 m;